# Арсен Аваков
Арсен Борисович Аваков (укр. Арсен Борисович Аваков, јерм. Արսեն Բորիսի Ավակով; Баку, рођен 2. јануара 1964) — украјински државник и политичка личност јерменског порекла. Министар унутрашњих послова Украјине у периоду 2014–2021.

## Биографија
Рођен 2. јануара 1964. године у Бакуу у породици војног лица.
По националности - Јермен. Од 1966. је стално настањен у Украјини.
Држављанин Украјине.
1990. године оснива АД Инвестор. У периоду 2005-2010. био је председник Харковске регионалне државне администрације.
Од јесени 2011. до децембра 2012. био је у политичком егзилу у Италији због прогона у Украјини од стране режима Виктора Јануковича.
2012. године изабран је за народног посланика Украјине.
Током Револуције 2014. био је један од команданата Евромајдана.
27. фебруара 2014. Врховна рада Украјине одобрила је Арсена Авакова за министра унутрашњих послова Украјине.
На иницијативу Авакова 2014. године створена је Национална гарда Украјине и добровољачки батаљони. Они су омогућили да се заустави војна агресија Руске Федерације на истоку Украјине.
У ноћи између 7. и 8. априла 2014. Аваков је лично предводио упад на зграду Обласне државне управе у Харкову, коју су заузели сепаратисти и милитанти из Руске Федерације.
Аваков је покренуо напоре Министарства унутрашњих послова за увођење биометријских пасоша. То је био неопходан услов за увођење безвизног режима за Украјину са земљама ЕУ.
Аваков је у Италији бранио војника украјинске Националне гарде Виталија Маркива. Уз учешће Авакова, суд у Милану (Италија) одбацио је оптужбе против Маркива и Украјине за смрт фоторепортера Андреа Роцхелија (Италија) и Андреја Миронова (Руска Федерација) у Славјанску у мају 2014. године.
Аваков је био министар унутрашњих послова Украјине од 24. фебруара 2014. до 15. јула 2021. под два председника Украјине: Петра Порошенка и Владимира Зеленског и био је члан пет кабинета министара Украјине. Ово је најдужа каденца у независној Украјини.

## Државне награде
- Почасни економиста Украјине (22.06.2007.)
- Орден за заслуге III степена (15.04.2016.)
- Орден Легије части (Француска) (06.09.2022.)